# リロケーション
リロケーションとは英語の「relocation」（移転または配置転換）からとった転勤者の留守宅を一定期間賃貸する業務のこと。
借地借家法が大幅に改正され、平成12年（2000年）3月1日付けで施行された「定期借家権」により、一定期間経過後に契約を終了することが法的に可能となり、転勤者の留守宅管理を指す用語として使われるようになった。
欧米では言葉の意味どおり、リロケーションサービスとは、グローバルで移転・配置転換（転勤）をサポートするサービスとなる。アメリカで生まれた産業であるが、日本の転勤者の留守宅管理を指す用語とは明らかに違う。
アメリカを中心に欧米グローバル企業では転勤に伴いリロケーションサービス会社を起用する。本来のリロケーションサービスとは、留守宅管理ではなく、転居に伴う手続きに必要な海外引越・ビザ取得・航空券手配・家の売却と手配・税務・子女教育相談まで転勤手続きをトータルにサポートするサービスである。
特に欧米では転勤にあたってマイホームを空家にする価値観は無く、売却という考えが中心となり、欧米リロケーション会社の収益に占めるマイホーム売却とそれに伴う税務手続きは大きい。　
一方、日本では｢折角買った夢のマイホーム｣ということで転勤終了後は我が家に戻りたいという価値観があり、そのため転勤期間中の空家になったマイホームの管理というニーズがあった。ところが空家にしている間もローン返済は続き、それをカバーするために賃貸をしたくても、定期借家権がない時代は自分が帰国するときに明け渡してもらえないという法律上のリスクがあった。
2000年以降、定期借家法が施行されたあと、法律上も期間を限定して貸せるようになったため、不動産賃貸会社がリロケーション・サービスを提供するようになってきた。しかしながらアパート大家と違い、不動産法律に不慣れな転勤者オーナーとの対応や、分譲マンション／戸建という第三者に貸すことを前提に建てていない仕様・運営から発生するトラブルに困惑している不動産賃貸会社も出てきている。特殊な賃貸運営であるため不動産賃貸会社の経験とノウハウは重要である。
リロケーション会社の契約に介在する方法としては3つの形式がある。
- 転勤した建物所有者の代理人としてテナントと賃貸借契約を締結する形式
- 転勤した建物所有者からリロケーション会社が賃借して、テナントと転貸借契約を締結する形式
- 転勤した建物所有者とテナントが賃貸借契約を行い、その仲介業務を行う形式

転勤者自身が近郊に転勤する場合や不動産賃貸の経験が豊富な転勤者は自らが契約当事者となるケースはあるが、海外へ転勤する場合や不動産賃貸を行ったことがない転勤者はリロケーション会社から契約当事者としてのリスクや義務を十分説明を受けて選択する必要がある。
昨今の日本企業のグローバル展開が急激に進む中で、リロケーション会社の果たす役割は変わりつつある。その一つが海外赴任者の留守宅管理にとどまらないサービスである。従来までの留守宅の管理という不動産サービスの考えとは別に、留守宅管理からはじまり、海外引越・予防接種サポート・健康診断手配・トランクルーム・海外郵便物転送・転居時に発生する不用品の買取サービスを提供する「もののリロケーション」略してものリロまで、転居に伴うトータルなサービスインフラを構築しているリロケーションサービス会社がでてきている。
リロケーション・サービスの利用者は本来の意味の「転勤者」に限定するものではない。相続した空き家や、介護、学業のため一時的に所有不動産を貸したいという利用者や、賃貸経営による訴訟やトラブルのリスクを回避したいエグゼクティブにも有用な管理方法である。
貸主の賃貸経営のリスクに備えるため、管理会社が貸主のリスクを補償するサービスや弁護士による法務相談、税理士による税務相談を提供するリロケーション会社もある。リロケーション・サービスを利用することで、万が一賃貸経営で急なトラブルに見舞われた際に慌てることなく、いずれの売却や自己使用など出口を見据えた不動産の有効活用を計画することが可能になる。